# سنکتون
سنکتون (به انگلیسی: Sancton) یک روستا و محله مدنی در بریتانیا است که در East Riding of Yorkshire واقع شده‌است. سنکتون ۲۸۶ نفر جمعیت دارد.